# Schiavenza
La schiavenza o schiavanderia era un contratto agrario tra il proprietario di una azienda agricola ed un coltivatore, detto schiavandaro o schiavandario il quale, a fronte della propria attività, veniva retribuito in parte in danaro e in parte in natura. Tale contratto fu in uso nelle campagne fino all'inizio del Novecento.

## Descrizione
Il proprietario del fondo metteva a disposizione dello schiavandaro, oltre che il terreno e gli edifici aziendali, anche il bestiame e gli attrezzi necessari al lavoro agricolo. La retribuzione consisteva in una quota prefissata di alcuni dei prodotti del fondo quali legna da ardere, vino o olio, oltre ad una somma annuale in denaro. Il contratto riguardava la sola persona fisica dello schiavandaro e non i membri della sua famiglia, che potevano essere impiegati dal proprietario solo a fronte di una retribuzione aggiuntiva.  Il rapporto contrattuale con il padrone del fondo veniva denominato schiavenza o schiavanderia.
Tale rapporto di lavoro, rispetto ad altre tipologie di contratto agricolo, era ritenuto di modesta efficacia in quanto non stimolava a sufficienza l'interesse del lavoratore per il buon andamento aziendale e il suo "attaccamento al proprietario ed alla proprietà". Si trattava di un contratto giudicato quasi servile, in quanto vincolava il lavoratore in esclusiva ad una determinata proprietà agricola, il cui padrone aveva la facoltà di non pagarlo o di licenziarlo nel caso lo ritenesse inadempiente, causando in questo caso la perdita non solo del lavoro ma anche dell'abitazione. Il trattamento economico e contrattuale sfavorevole tra l'altro fece sì che, nel periodo a cavallo tra Ottocento e Novecento, gli schiavandari si allontanassero dall'adesione all'ordine costituito sociale e religioso.
La parola è ormai desueta, ma era conosciuta e riportata anche da scrittori come Giovanni Faldella o Beppe Fenoglio, che nei suoi racconti cita in alcune occasioni le schiavenze.